# Соколов, Дмитрий Васильевич
Дмитрий Васильевич Соколов (1834—1861) — педагог.
По окончании курса в 1-й Московской гимназии поступил на физико-математический факультет Московского университета; но болезнь заставила его оставить обучение; через год он получил место преподавателя уездного училища в Богородске; к этому времени относятся его статьи по народному образованию в «Журнале для воспитания».
В 1856 году, при содействии попечителя московского учебного округа Е. П. Ковалевского, Соколов снова поступил в московский университет на тот же факультет и в 1860 году, кончив курс, он был прикомандирован к 1-й московской гимназии.
Уже на 3-м курсе Соколов был деятельным сотрудником «Русской Газеты», где помещал библиографические статьи под псевдонимом Д. Судьбинский и заведовал студенческим сборником «Библиотека естественных и математических наук», где редактировал отдел зоологии.
После прекращения выхода «Русской Газеты» Д. В. Соколов перенёс свою деятельность в «Народное Чтение» (статьи по зоологии); потом работал в «Московском Вестнике» (библиографический отдел), в «Московских Ведомостях» (статьи по преобразованию училищ и гимназий), в «Русской Речи» (обзор русских педагогических журналов) и др.
Отдельно издал: перевод сочинений Ван-Бенедена: «О глистах», «Зоологический атлас» и др.